# Bulbophyllum anguipes
Bulbophyllum anguipes là một loài phong lan thuộc chi Bulbophyllum.